# 张宇峰
张宇峰（1979年4月12日—2023年1月13日），建筑技术科学专家，华南理工大学教授、博士生导师。

## 生平
1979年4月12日出生于内蒙古赤峰。1996至2000年就读于清华大学供热、供燃气、通风与空气调节专业获工学学士学位，2000年至2006年就读于清华大学建筑环境与设备工程专业获工学博士学位，期间于2002年至2003年赴丹麦技术大学国际室内环境与能源研究中心学习。
2006至2008年任华南理工大学建筑学院建筑系讲师。2008至2013年任华南理工大学建筑学院建筑系副教授。2013至2023年任华南理工大学建筑学院建筑系教授。
2008至2018年，任华南理工大学亚热带建筑科学国家重点实验室建筑热环境与节能子实验室主任。2017至2022年，任华南理工大学建筑学院副院长。
2023年1月13日，张宇峰因病医治无效在广州逝世，终年43岁。

## 学术
张宇峰是中国湿热地区热舒适研究的主要开拓者，是热舒适数据库ASHRAE Database II的主要建设者之一。张宇峰先后主持6项国家自然科学基金项目，在建筑环境人体热适应、空气流动营造基础、城市住区微气候设计基础等方面取得了创新性成果。  
张宇峰发表的论文“Overall thermal sensation, acceptability and comfort（全身热感觉、热可接受度和热舒适）”获建筑学科知名国际期刊《Building and Environment》2008年度最佳论文奖，论文“Development of the ASHRAE Global Thermal Comfort Database II（ASHRAE 全球热舒适数据库 II 的开发）”获2018年度最佳论文奖。  
张宇峰于2020年-2022年连续入选爱思唯尔“中国高被引学者年度榜单”。  